# Adam Branicki
Adam Maria Jan Branicki (ur. 30 marca 1892 w Krakowie, zm. 2 grudnia 1947 w Otwocku) – polski hrabia, właściciel ziemski.

## Życiorys
Syn Ksawerego Branickiego i Anny Potockiej. W czasie I wojny światowej służył w armii rosyjskiej. Był teoretycznie II ordynatem na Rosi. Po wojnie osiedlił się w odziedziczonym przez jego ojca majątku Roś na Grodzieńszczyźnie, choć nie zamieszkał w tamtejszym pałacu zdewastowanym podczas wojny polsko-bolszewickiej i pozbawionym zbiorów sztuki po Stefanie Potockim (1823–1910), które zostały ewakuowane do Homla już w 1915 roku i zagrabione przez bolszewików.
W 1921 pojął za żonę Beatę Potocką z Rymanowa. Miał z nią trzy córki: Marię (ur. 1923), Annę (ur. 1924), Beatę (ur. 1926). Po I wojnie światowej wraz z żoną założył i utrzymywał w ordynacji roskiej ochronkę dla polskich sierot ze wschodu. Wychowało się w niej ok. 80 dzieci.
W 1926, po śmierci ojca, odziedziczył dobra wilanowskie i nieruchomości w Warszawie: kamienicę przy ul. Smolnej 40 i pałac przy Nowym Świecie 18. Do Wilanowa sprowadził się na stałe wraz z rodziną w 1928 r. i zamieszkał w pałacu wilanowskim, chociaż sam przebywał głównie przy ul. Smolnej 40. Dobrami wilanowskimi, składającymi się z trzech kluczy: wilanowskiego, Chojnów i Zastów, zarządzali w jego imieniu pełnomocnicy i Główny Zarząd Dóbr i Interesów hr. Adama Branickiego. Głównym plenipotentem hr. Branickiego był Józef Brenstiern-Pfanhauser.
Utrata dóbr ukraińskich przez Branickich, ogólny kryzys gospodarczy w odrodzonej Polsce oraz konieczność utrzymania rezydencji wilanowskiej i historycznych zbiorów sztuki (wpisanych w 1927 do państwowego „inwentarza sztuki i kultury”) spowodowały, że Adam Branicki szybko popadł w długi. Wraz z obowiązującą ówcześnie ustawą o reformie rolnej wpłynęło to na rozpoczęcie w początku lat 30. XX w. parcelacji i stopniowej wyprzedaży dóbr ziemskich. Najszybciej parcelacje przebiegały w majątkach Służew, Służewiec oraz Wawer i Anin. W czasie parcelacji Wawra-Anina Branicki w 1933 wykroił teren o wielkości ponad 300 ha, który ofiarował skarbowi państwa jako Park Narodowy „Darowizna” (dziś część tego parku stanowi Las im. Króla Jana III Sobieskiego).
Sytuacja finansowa Adama Branickiego była mimo tego tak trudna, że należące do niego nieruchomości zostały obciążone hipoteką kaucyjną, a historyczne zbiory sztuki zastawione w Państwowym Banku Rolnym. Adam Branicki próbował wybrnąć z kłopotów finansowych także przez sprzedaż co cenniejszych ruchomości, np. w 1929 wystawił na sprzedaż największy w Europie dywan perski typu Kaszan. Ostatecznie dywan ten zakupiło państwo polskie dla Państwowych Zbiorów Sztuki i umieściło na Zamku Królewskim w Warszawie.
W 1932 Adam Branicki ofiarował Państwu Polskiemu do dyspozycji Prezydenta Rzeczypospolitej Polskiej historyczną Bibliotekę Wilanowską, ten przekazał ją jako wieczysty depozyt do Biblioteki Narodowej. Był to drugi tak duży depozyt organizującej się dopiero po odzyskaniu niepodległości Biblioteki Narodowej. Zawierał wiele cennych druków, głównie z XVIII w., a także rękopisów iluminowanych, liczył około 50 tysięcy tomów i 2204 teki sztychów z ok. 15 tys. rycin. Wartość biblioteki wyceniono na 10 milionów, a sztychów na 3 miliony złotych.
W 1935 został odznaczony Krzyżem Komandorskim Orderu Odrodzenia Polski w uznaniu zasług na polu pracy społecznej. W 1938 sprzedał Zarządowi Miejskiemu m.st. Warszawy Las Kabacki za 3 mln 425 tys. zł (3 mln zł stanowiły obligacje miejskie).
W 1939 był w Straży Obywatelskiej, organizował placówki sanitarne, m.in. zorganizował w pałacu wilanowskim szpital polowy, którym zarządzała Beata Branicka wraz z córkami i kilkoma osobami z administracji pałacowej. Wraz z żoną przechowywali wiele ukrywających się osób. Niedługo po rozpoczęciu się wojny został aresztowany i osadzony na Pawiaku razem z siostrą Katarzyną Branicką, wypuszczono ich dopiero po długotrwałych staraniach, w tym z użyciem wpływów włoskiej rodziny królewskiej.
Od początku okupacji Niemcy dążyli do przejęcia kontroli nad majątkiem Adama Branickiego (zapewne był to powód aresztowania) – w pierwszej kolejności przejęli zbiory sztuki, dobra ziemskie skonfiskowali w 1941, pozostawiając mu pałac wilanowski i park. Adam Branicki miał opinię osoby nie utrzymującej żadnych kontaktów z władzami okupacyjnymi – sprawy te pozostawiał raczej swej żonie Beacie. Po wybuchu powstania warszawskiego pozostawał w Warszawie w swej kamienicy przy ul. Smolnej. Kamienica ta została zbombardowana i spaliła się. Po upadku powstania trafił do Nieborowa, dokąd we wrześniu 1944 ewakuowano jego rodzinę. Stamtąd 21 stycznia 1945 został wywieziony przez NKWD wraz z żoną i córkami Anną i Marią do ZSRR – najpierw do Moskwy na Łubiankę, a później do obozu dla internowanych w Krasnogorsku pod Moskwą. Tam przebywał do września 1947, skąd 12 października 1947 przyjechał do Warszawy, ale jeszcze przez trzy tygodnie od powrotu był przetrzymywany przez Urząd Bezpieczeństwa Publicznego.
Swych dóbr ziemskich został pozbawiony już 13 września 1944 z mocy dekretu o przeprowadzeniu reformy rolnej. Z przedwojennych 3000 ha klucza wilanowskiego w lutym 1945 pod zarząd państwowy przejęto niespełna 1000 ha (co świadczy o skali przedwojennych parcelacji i wyprzedaży). Zbiory muzealne zostały przejęte 28 stycznia 1945 przez Muzeum Narodowe w Warszawie, które w pierwszym rzędzie zajęło się ich zabezpieczeniem i rewindykacją (w pałacu po wojnie pozostała 1/5 ich przedwojennego stanu). Obecnie właścicielem zbiorów jest Muzeum Pałacu Króla Jana III w Wilanowie, wydzielone w 1995 z Muzeum Narodowego.
Adam Branicki, osłabiony chorobą płuc po przesłuchaniach przez polski komunistyczny Urząd Bezpieczeństwa Publicznego, zmarł 2 grudnia 1947 roku w szpitalu w Otwocku.
Był ostatnim z Branickich w linii męskiej. Pochowano go w krypcie rodzinnej w kościele Świętej Anny w Wilanowie. Na pogrzebie była obecna cała stara służba wilanowska, niemal cała wieś i liczni członkowie rodziny. Pozostawił żonę i trzy córki, z których ostatnia, Anna Branicka-Wolska, zmarła w 2023 roku, w wieku prawie 99 lat.
W 2009 został odznaczony pośmiertnie Krzyżem Komandorskim z Gwiazdą Orderu Odrodzenia Polski, a jego imieniem została nazwana ulica w Warszawie.